# تمويل المناخ

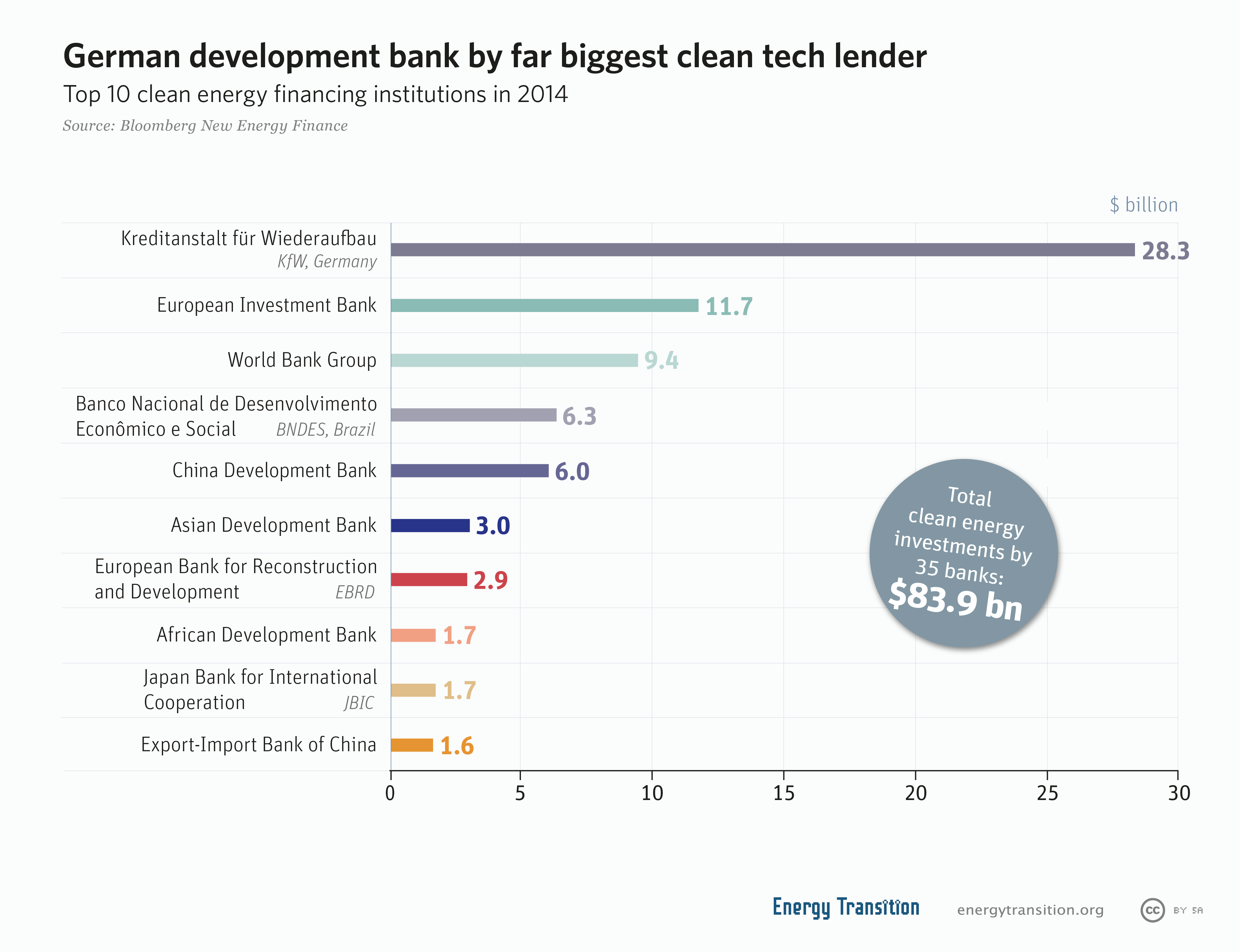
الاستثمار في تمويل المناخ

تمويل المناخ (بالإنجليزية: Climate Finance)، هو مصطلح شامل يشير إلى الموارد المالية مثل القروض أو المنح أو المخصصات من الميزانيات الوطنية للتخفيف من آثار تغير المناخ أو التكيف معه أو تعزيز القدرة على الصمود أمامه. يمكن أن تأتي هذه الموارد من مصادر خاصة وعامة. يتم توجيهها عبر وسطاء مختلفين مثل البنوك متعددة الأطراف للتنمية أو وكالات التنمية الأخرى. وتكتسب هذه الوكالات أهمية خاصة في نقل الموارد العامة من الدول المتقدمة إلى الدول النامية، في ضوء التزامات اتفاقية الأمم المتحدة الإطارية بشأن تغير المناخ التي تُلزم الدول المتقدمة بذلك.
هناك فئتان رئيسيتان من التمويل المناخي بناءً على الأهداف المختلفة. الفئة الأولى هي تمويل التخفيف، وهو استثمار يهدف إلى تقليل انبعاثات الكربون العالمية. أما الفئة الثانية فهي تمويل التكيف، الذي يهدف إلى الاستجابة لعواقب تغير المناخ. على المستوى العالمي، هناك تركيز أكبر بكثير على التخفيف، إذ يمثل التخفيف أكثر من 90% من الإنفاق. يعتبر الاستثمار في الطاقة المتجددة مجالًا مهمًا للنمو في تمويل التخفيف، ويحظى بدعم متزايد من السياسات.
يمكن أن يأتي التمويل من مصادر خاصة وعامة، وأحيانًا يتقاطع كلا المصدرين لتقديم حلول مالية. من المعترف به على نطاق واسع أن الميزانيات العامة لن تكون كافية لتلبية الاحتياجات الإجمالية للتمويل المناخي، وأن التمويل الخاص سيكون ضروريًا لسد الفجوة المالية. استُخدمت العديد من النماذج أو الأدوات المالية المختلفة لتمويل الأنشطة المناخية. مثلًا، السندات الخضراء وتعويضات الكربون والدفع مقابل خدمات النظم البيئية هي بعض الحلول التي يتم الترويج لها. هناك ابتكار كبير في هذا المجال، إذ يتم أيضًا نقل حلول لم تُطوّر خصيصًا للتمويل المناخي، مثل الشراكات بين القطاعين العام والخاص والتمويل الممزوج.
مع ذلك، تواجه عملية التمويل المناخي العديد من التحديات. أولًا، هناك صعوبات في قياس وتتبع تدفقات الأموال. ثانيًا، هناك تساؤلات حول تقديم دعم مالي عادل للدول النامية لخفض الانبعاثات والتكيف مع التأثيرات. كما أنه من الصعب تقديم حوافز مناسبة للاستثمارات من القطاع الخاص.

## التعريف والسياق
التمويل المناخي هو «التمويل الذي يهدف إلى تقليل الانبعاثات وتعزيز مصارف غازات الدفيئة، ويهدف إلى تقليل قابلية التأثر وزيادة قدرة الأنظمة البشرية والإيكولوجية على الصمود في مواجهة التأثيرات السلبية لتغير المناخ»، وذلك وفقًا لتعريف اللجنة الدائمة للتمويل التابعة لاتفاقية الأمم المتحدة الإطارية بشأن تغير المناخ (UNFCCC).

### التزامات اتفاقية الأمم المتحدة الإطارية بشأن تغير المناخ
وفقًا لاتفاقية الأمم المتحدة الإطارية بشأن تغير المناخ (UNFCCC)، يشير التمويل المناخي إلى تحويل الأموال العامة من الدول ذات الدخل المرتفع إلى الدول ذات الدخل المنخفض والمتوسط. يأتي ذلك في إطار التزامات هذه الدول بتقديم موارد مالية جديدة وإضافية. بدأ مؤتمر الأمم المتحدة لتغير المناخ لعام 2015 حقبة جديدة في مجال التمويل والسياسات والأسواق المتعلقة بالمناخ.
اعتمد اتفاق باريس، الذي تم تبنيه خلال هذا المؤتمر، خطة عمل عالمية تهدف إلى وضع العالم على المسار الصحيح لتجنب تغير المناخ الخطير، من خلال الحد من الاحترار العالمي ليكون أقل بكثير من 2 درجة مئوية فوق مستويات ما قبل العصر الصناعي. يشمل الاتفاق التخفيف من آثار تغير المناخ والتكيف معه والتمويل المرتبط به.
يشمل عنصر التمويل آليات دعم محددة للمناخ والمساعدات المالية للأنشطة المتعلقة بالتخفيف والتكيف. تهدف هذه الأنشطة إلى تسريع التحول في مجال الطاقة نحو اقتصاد منخفض الكربون، وتحقيق نمو يتسم بالمرونة في مواجهة تغير المناخ.

## التحديات

### تتبع تدفقات التمويل المناخي
تُعد المعلومات المتعلقة بتدفقات التمويل المناخي الدولي أكثر دقة ووضوحًا مقارنة بالتمويل المناخي المحلي. يمكن تصنيف التمويل الدولي العام القادم من مصادر متعددة الأطراف أو ثنائية الأطراف لتحديد ما إذا كان يستهدف التخفيف من آثار تغير المناخ أو التكيف معه أو كليهما (أي يكون متعدد الأبعاد). حاليًا هناك العديد من المبادرات لمراقبة وتتبع تدفقات التمويل المناخي الدولي. مثلًا، يتولى محللون في مبادرة سياسات المناخ (CPI) تتبع تدفقات التمويل المناخي من القطاعين العام والخاص من مصادر متنوعة على أساس سنوي منذ عام 2011.
ساهم هذا العمل في تقييم اتفاقية الأمم المتحدة الإطارية بشأن تغير المناخ (UNFCCC) للتقارير الثنائية واستعراض تدفقات التمويل المناخي، وكذلك في فصول تقارير التقييم الخامس والسادس للهيئة الحكومية الدولية المعنية بتغير المناخ (IPCC) المتعلقة بالتمويل المناخي. تشير هذه التقارير إلى الحاجة لتحسين كفاءة مراقبة تدفقات التمويل المناخي. بشكل خاص، توصي التقارير بأن تقوم الجهات المانحة بتحسين تنسيق تقاريرها، والالتزام بالاتساق في طريقة الإبلاغ عن الأرقام، وتوفير معلومات تفصيلية حول تنفيذ المشاريع والبرامج على مدى الزمن. كما تبرز الحاجة لتحسين الإبلاغ والتتبع من قبل الجهات الفاعلة في مجال التمويل المناخي المحلي والخاص، ويمكن تحقيق ذلك من خلال وضع لوائح وطنية تُلزم بالإفصاح المعياري الإجباري.

### فجوة التمويل المناخي
تشير الأبحاث إلى أن أرقام التمويل المناخي الثنائي أقل بكثير من التقديرات الرسمية الحالية. من بين الأسباب لذلك عدم وجود تعريفات متفق عليها عالميًا لما يُعتبر تمويلًا مناخيًا دوليًا، وغياب الرقابة. أدى ذلك إلى إدراج مشاريع غير متعلقة بالمناخ وانعدام الشفافية وبالتالي إلى مشكلة مصداقية في التقارير الرسمية للتمويل المناخي الدولي.
تختلف تقديرات فجوة التمويل المناخي – أي النقص في الاستثمار – بناءً على الجغرافيا والقطاعات والأنشطة المشمولة، والإطار الزمني ومراحل التنفيذ، والأهداف والافتراضات الأساسية. قدرت التقييمات الثنائية لعام 2018 احتياجات التمويل للتخفيف من آثار التغير المناخي خلال الفترة من 2020 إلى 2030 بمبلغ يتراوح بين 1.7 و2.4 تريليون دولار أمريكي سنويًا.

### المسؤولية الأخلاقية والالتزام القانوني
تتحمل الدول المتقدمة المسؤولية عن الجزء الأكبر من الانبعاثات التراكمية لغازات الدفيئة منذ الثورة الصناعية، وعادة ما تمتلك قدرة أكبر على تقديم الدعم. لذلك، يُفترض أن هذه الدول تتحمل مسؤولية أخلاقية والتزام قانوني لتوفير التمويل اللازم لمساعدة الدول النامية على تنفيذ إجراءات المناخ. في مؤتمر الأطراف السادس عشر (COP16) عام 2010، التزمت الدول المتقدمة بهدف تعبئة 100 مليار دولار أمريكي سنويًا بحلول عام 2020 لتلبية احتياجات الدول النامية. كما شمل قرار مؤتمر الأمم المتحدة لتغير المناخ لعام 2015 التزامًا بمواصلة هدف التعبئة الجماعية الحالي حتى عام 2025. مع ذلك، لا تقدم هذه الاتفاقيات إرشادات حول كيفية تخصيص مسؤولية التمويل المناخي بين الدول بشكل فردي.
قامت عدة مؤسسات وباحثين بتطوير منهجيات لتحديد مساهمات كل دولة بناءً على مبادئ الإنصاف. تشترك جميع النماذج في أنها تعتمد على الأقل على متغير واحد للثروة (مثل حصة الناتج المحلي الإجمالي أو الدخل القومي الإجمالي) لقياس القدرة على الدفع، ومتغير للانبعاثات (مثل حصة ثاني أكسيد الكربون أو غازات الدفيئة) لقياس مسؤولية الانبعاثات. بالإضافة إلى ذلك، تأخذ بعض النماذج بعين الاعتبار عدد السكان أو استعداد الدول للدفع.
بالإضافة إلى ذلك، تقترح آلية أخرى دمج بيانات مستقبلية ضمن ما يُعرف بالنماذج الديناميكية. في هذه النماذج الديناميكية، تُحدد حصة الناتج المحلي الإجمالي بناءً على توقعات لعام 2030، يتم تعديلها للأضرار المناخية المتوقعة، كما تغطي حصة غازات الدفيئة الانبعاثات المستقبلية حتى عام 2030 وتُراعي أهداف خفض الانبعاثات غير المشروطة التي تقدمها الدول إذا كانت متوفرة.